# Indywidualne Mistrzostwa Europy na Żużlu 2005
Indywidualne Mistrzostwa Europy na Żużlu 2005 – cykl zawodów żużlowych, mających wyłonić najlepszych zawodników indywidualnych mistrzostw Europy w sezonie 2005. W finale zwyciężył Duńczyk Jesper Bruun Jensen.

## Finał
- Lonigo, 9 października 2005

| Msc. | Zawodnik            | Kraj      | Pkt   |             |  |
| ---- | ------------------- | --------- | ----- | ----------- |  |
| 1    | Jesper Bruun Jensen | Dania     | 14 +3 | (3,3,3,2,3) |  |
| 2    | Aleš Dryml          | Czechy    | 14 +2 | (3,3,2,3,3) |  |
| 3    | Kai Laukkanen       | Finlandia | 12    | (1,3,3,3,2) |  |
| 4    | Lukáš Dryml         | Czechy    | 10    | (3,2,1,1,3) |  |
| 5    | Damian Baliński     | Polska    | 10    | (2,2,3,2,1) |  |
| 6    | Rienat Gafurow      | Rosja     | 10    | (2,2,3,1,2) |  |
| 7    | David Ruud          | Dania     | 9     | (0,3,2,3,1) |  |
| 8    | Matej Ferjan        | Słowenia  | 9     | (2,1,1,3,2) |  |
| 9    | Piotr Świderski     | Polska    | 7     | (2,w,0,2,3) |  |
| 10   | László Szatmári     | Węgry     | 6     | (1,2,2,1,w) |  |
| 11   | Tomasz Gapiński     | Polska    | 5     | (1,1,1,0,2) |  |
| 12   | Peter Ljung         | Szwecja   | 4     | (1,u,0,2,1) |  |
| 13   | Michał Szczepaniak  | Polska    | 3     | (3,0,w,0,0) |  |
| 14   | Henrik Møller       | Dania     | 3     | (0,1,0,1,1) |  |
| 15   | Daniele Tessari     | Włochy    | 2     | (0,0,2,0,0) |  |
| 16   | Sławomir Drabik     | Polska    | 1     | (w,0,1,0,d) |  |
|      | Tomáš Suchánek      | Czechy    | ns    |             |  |
|      | Sándor Tihanyi      | Węgry     | ns    |             |  |